# Šimun Jakša
Šimun Jakša (1681. – 1742.), hrvatski plemić iz obitelji Jakša, s otoka Hvara. Bio je crkveni dužnosnik. Djelovao je u Mletcima, gdje je bio kanonik crkve sv. Marka u Mletcima, mletački vitez i apostolski protonotar.